# NGC 832
NGC 832 je dvostruka zvijezda u zviježđu Trokutu.

## Vanjske poveznice
- SEDS: NGC 832